# Segnano
Segnano (Segnan in dialetto milanese, AFI: [seˈɲɑ̃ː]) è un quartiere   sito nella zona nord della città, appartenente al Municipio 9 e al NIL n. 13 "Greco - Segnano"- 
Sino al 1863 era comune con il nome di Segnano, comune che comprendeva anche Greco. Nel 1863 Greco divenne capoluogo del comune e il comune assunse la denominazione di Greco Milanese, con frazioni Segnano, Segnanino e Bicocca. Infine, nel 1923 il comune di Greco Milanese venne annesso al comune di Milano.

## Storia
Segnano venne nominata per la prima volta nel 1346. Nell'ambito della suddivisione del territorio milanese in pievi, apparteneva alla pieve di Bruzzano. Comprendeva le frazioni di Pasquè di Seveso e Segnanino, e nel 1751 fece registrare 179 residenti, mentre risale al 1757 il decreto dell'imperatrice Maria Teresa che gli inglobò anche Greco.
In età napoleonica, dal 1808 al 1816, Segnano coi suoi 611 abitanti fu aggregata per la prima volta a Milano, ma recuperò l'autonomia con la costituzione del Regno Lombardo-Veneto. Nel 1841 fu aggregato a Segnano il comune di Precentenaro, permettendo un notevole salto di popolazione fino a 1669 anime.
All'unità d'Italia nel 1861 il comune contava 2 056 abitanti. Nel 1863 il comune mutò nome in Greco Milanese, dal nome della frazione che, a causa della vicinanza alla città, aveva conosciuto un maggiore sviluppo. Segnano venne pertanto degradata a frazione.
A sua volta, il comune di Greco Milanese venne aggregato a Milano nel 1923. Da allora anche Segnano è stata interessata dallo sviluppo edilizio e industriale della periferia milanese, risultandone interamente fagocitata e mantenendo soltanto qualche residuo del vecchio tessuto rurale in corrispondenza del tratto terminale della via Cozzi, appena fuori dalla Bicocca.

## Cultura
Nel quartiere – in via Cozzi 4 – si trova la piccola Chiesetta di Sant'Antonino in Segnano. La chiesa ha pianta rettangolare con abside, sei finestre e tetto a capanna con campanile a vela. La chiesa ha affreschi datati tra fine 1500 e inizio 1600 e presentano secondo il FAI una rara battaglia di Legnano e la Contemplazione della Madonna con Bambino con un ritratto di S. Carlo "preso dal vero"; secondo il catalogo dei beni culturali della Regione Lombardia l'affresco della battaglia rappresenta la battaglia della Bicocca (intorno al 1500, teatro di una famosissima vittoria degli Spagnoli). 
Sant'Antonino è il santo martire protettore di Segnano.

## Trasporti
La stazione ferroviaria più vicina a Segnano è quella di Greco Pirelli.
La fermata della metropolitana più vicina è quella di Ca' Granda sulla linea lilla M5.

## Galleria d'immagini

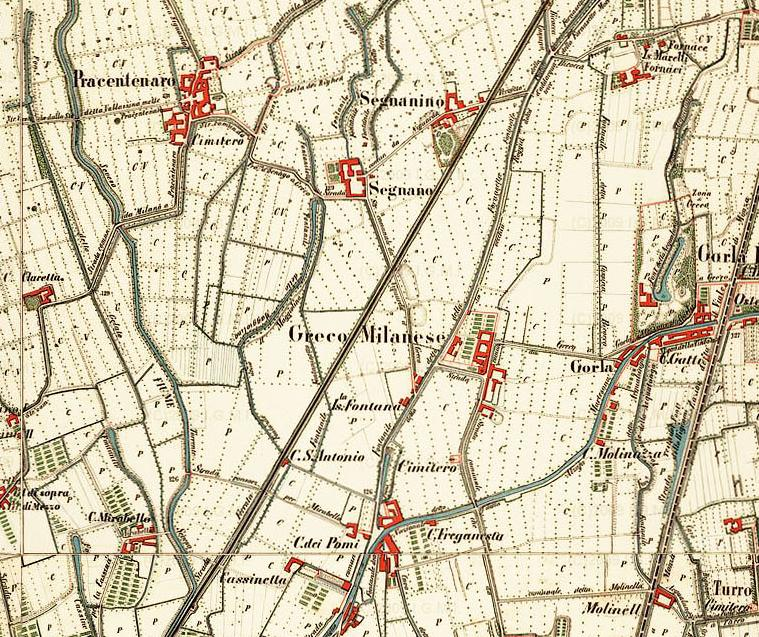
Il borgo di Segnano, frazione di Greco Milanese, nella Carta di Manovra dell'IGM del 1878.